# Nuwe Republiekparty
De Nuwe Republiekparty (Nederlands: Nieuwe Republiek Partij; Engels: New Republic Party) was een politieke partij in Zuid-Afrika in de periode 1977 tot 1988. 

## Geschiedenis
In 1977 werd de Verenigde Party (VP) ontbonden en uit haar gelederen kwamen drie nieuwe partijen voort: de links-liberale Progressive Federal Party (PFP), de rechtse Suid-Afrikaanse Party (SAP) - die spoedig na haar oprichting opging in de Nasionale Party (NP) - en de conservatief-democratische Nuwe Republiekparty / New Republic Party (NRP). Volgens de oprichters was de NRP een "centrumpartij" Drieëntwintig parlementariërs die eertijds hadden behoord tot de VP sloten zich bij de NRP aan. Radclyffe Cadman werd - na een korte interim-periode onder Sir De Villiers Graaff - de leider van de fractie. Ideologisch gezien kwam de nieuwe partij dicht bij de regerende Nasionale Party te staan, zij het echter dat NRP apartheid van de hand wees. De partij was voorstander van zwarte deelname aan de politiek (machtsdeling met de blanken), maar verzette zich eveneens tegen een zwart meerderheidsbewind. Via langzame hervormingen moest er een einde komen aan de apartheid en moest er een harmonieuze samenleving ontstaan in Zuid-Afrika waar alle rassen en bevolkingsgroepen zouden samenwerken. De partij had haar aanhang voornamelijk in Natal onder de conservatieve Engelssprekende blanken die tegen apartheid waren maar tegen verregaande hervormingen en tegen het liberalisme van de PRP. Buiten Natal deed de NRP het in electoraal opzicht slecht. De verhoudingen tussen de NRP en de PFP waren van het begin af aan slecht: De PFP beschuldigde de NRP ervan onvoldoende samen te werken met de oppositie en vond de partij veel te tam ten opzichte van de NP en de apartheidspolitiek.
De NRP behaalde bij de verkiezingen van 1977 10 zetels en verloor dus dertien zetels. Vause Raw, parlementslid voor Durban werd tot partijleider gekozen. Bij de verkiezingen van 1981 behield de NRP 8 zetels en bij de verkiezingen van 1987 bleef daar nog een zetel van over. In 1988 werd de NRP ontbonden. De laatste parlementariër voor de NRP Bill Sutton, ging over tot de Onafhanklike Party. 